# Luzian Pfleger
Luzian Pfleger (auch Lucien; * 10. Januar 1876 in Dachstein, Reichsland Elsaß-Lothringen; † 21. Juli 1944 in Marlenheim) war ein deutsch-französischer Kirchenhistoriker, Gymnasiallehrer und Priester.

## Leben
Pfleger studierte in Straßburg, wo er 1901 Priester wurde. 1903 promovierte er in München zum Dr. phil. Seine Dissertation behandelt die Geistesgeschichte Bayerns im 16. Jahrhundert am Beispiel von Martin Eisengrein und der Universität Ingolstadt. Zwischen 1905 und 1939 unterrichtete Pfleger als Professor am bischöflichen Gymnasium in Straßburg.
Pfleger betätigte sich als Politik-, Kunst- und Literatur-Historiker. Ein Schwerpunkt seiner Forschungen war die elsässische Kirchengeschichte. Er war Begründer und Mitherausgeber des Archivs für elsässische Kirchengeschichte. Auch für die Zeitschriften Hochland, Seele und Elsaßland schrieb er Beiträge. Außerdem war er als Autor am Lexikon für Theologie und Kirche beteiligt.

## Veröffentlichungen (Auswahl)
- Geiler von Kaysersberg und das S. Magdalenenkloster in Strassburg, Frankfurt am Main: Universitätsbibliothek Johann Christian Senckenberg, 2009, Online Ressource
- Die elsässische Pfarrei, Straßburg [Gustav-Brion-Str. 15]: Ges. f. elsäss. Kirchengeschichte, 1936
- Nikolaus Paulus, Kevelaer: Butzon & Bercker, 1931
- Menschen Gottes, Bonn: Buchgemeinde, 1930
- Der Straßburger Münsterprediger Simon Ferdinand Mühe, 1788–1865, Kevelaer (Rhld.): Butzon & Bercker, 1929, 2. Aufl.
- Menschen Gottes, Regensburg: Jos. Habbel, 1924
- Elisabeth Eppinger, Mülhausen: Salvator-Verlag, 1923
- Beiträge zur Geschichte des katechetischen Unterrichts im Elsass im Mittelalter, Strassburg: F. X. Le Roux & Co., 1922
- Die Kongregation der Schwestern vom Allerheiligsten Heilande, genannt: „Niederbronner Schwestern“, Freiburg i. Br.: Herder & Co., 1921
- Beiträge zur Geschichte der Predigt und des religiösen Volksunterrichts im Elsass während des Mittelalters, München: Weiss, 1918